# Fouquerolles
Fouquerolles è un comune francese di 271 abitanti situato nel dipartimento dell'Oise della regione dell'Alta Francia.

## Società

### Evoluzione demografica
Abitanti censiti